# جيوفاني باتاغليا
جيوفاني باتاغليا (بالإيطالية: Giovanni Battaglia)‏ هو سائق سيارة سباق إيطالي، (ولد في لوينو في إيطاليا 1863  م).